# Marchesato di Dolceacqua
Il marchesato di Dolceacqua era una piccola entità territoriale, dipendente dai Savoia dal 7 novembre 1652 al 4 febbraio 1793, governata da un ramo della famiglia genovese Doria dal 9 aprile 1276. 

Oltre al borgo, tuttora dominato dall'imponente castello, la signoria, poi elevata a marchesato, comprendeva anche Isolabona, Apricale, Perinaldo e la contea di Rocchetta. Il possedimento doriano era situato nell'attuale Riviera di Ponente, in una posizione strategica tra il ducato di Savoia e la repubblica di Genova, in prossimità del confine con il regno di Francia.

## Storia

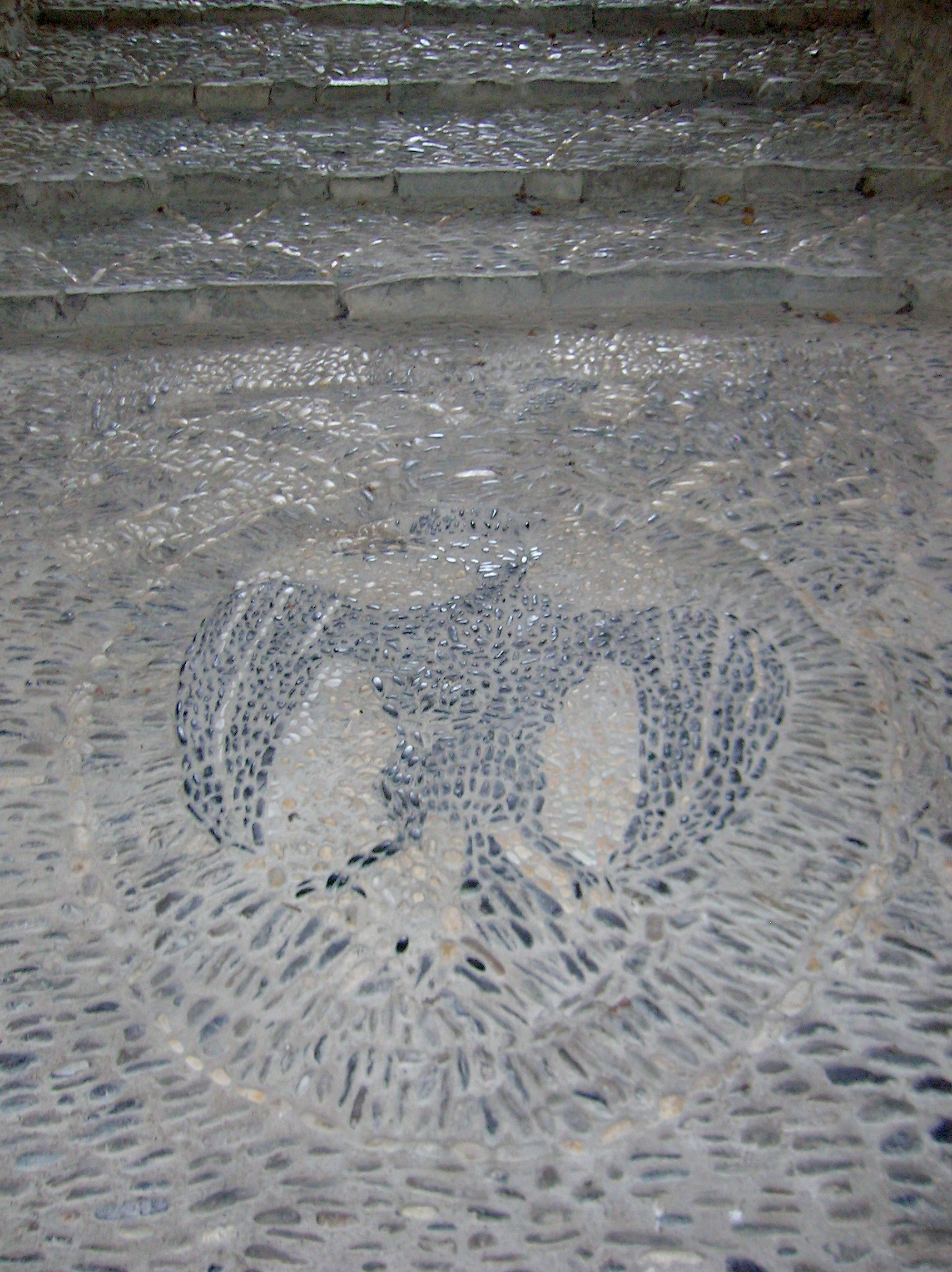
L'arme dei Doria nel cortile del castello

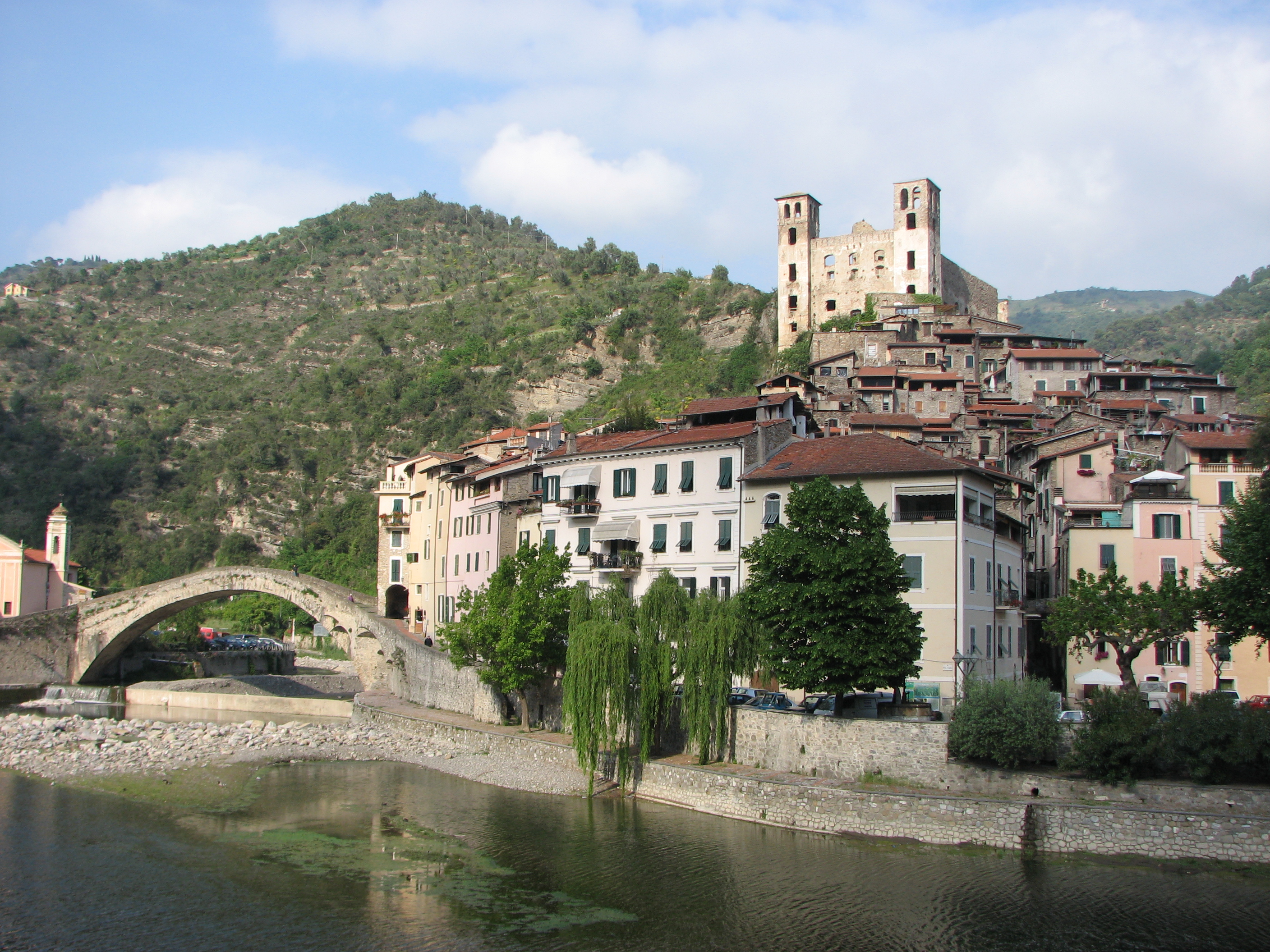
Il borgo di Dolceacqua

Il capostipite della famiglia Doria è considerato il visconte Arduino di Narbona, vissuto nell'XI secolo. 

La casata si divise in vari rami titolari di molti domini, tra cui: Loano, Torriglia, Santo Stefano d'Aveto, Oneglia, Castelsardo, Monteleone Rocca Doria; questi ultimi, in Sardegna, appartenevano a Brancaleone, marito della giudicessa Eleonora d'Arborea.
Il 9 aprile 1276 il ghibellino Oberto, fratello di Lamba, acquistò Dolceacqua dal conte di Ventimiglia Oberto: incominciò, dunque, un durevole rapporto del borgo con la dinastia che si estinse solo nel 1900 con la morte della marchesa Teresa.
Nel periodo della signoria (1276-1651) emerse la figura di Imperiale I detto "il tiranno" (1348-1387), ricordato per aver potenziato i commerci del feudo.
Le relazioni tra Ventimiglia e i Doria di Dolceacqua erano sovente tese a causa delle tasse gravose e arbitrarie che erano costretti a pagare per il transito delle loro merci, soprattutto del vino, e del sale importato.
Enrichetto I (1421-1459) merita un ricordo per aver aggiornato nel 1429 gli Statuti della signoria e reso più potente il castello, destinato a subire distruzioni e ripetuti assedi.
I primi anni del Cinquecento furono caratterizzati da una fosca vicenda che ebbe come protagonisti il famoso Andrea Doria (1466-1560) (figlio di Ceva e di Caracosa di Dolceacqua) e suo nipote Bartolomeo II che organizzò l'assassinio dello zio materno Luciano I di Monaco: l'ammiraglio genovese si rivolse al duca di Savoia Carlo II perché accettasse l'atto di vassallaggio del signore di Dolceacqua, privato del favore imperiale per la delittuosa azione compiuta. 

La famiglia marchesale si imparentò più volte con i Grimaldi di Monaco.
L'amministrazione di Stefano (1553-1580), invece, fu apprezzabile e proficua per il feudo dolceacquino: costituì una piccola ma fastosa corte nell'imponente castello che arricchì di nuovi ambienti e decorazioni. Ottenne, nel 1559, dal duca sabaudo Emanuele Filiberto la contea di Rocchetta. L'estensione, il prestigio e la prosperità del territorio, così, aumentarono sensibilmente.
La situazione, però, negli anni successivi, non si mantenne rosea per Dolceacqua che si trovò coinvolta nella guerra tra i Savoia e la repubblica di Genova, dovendo subire la devastazione eseguita dai soldati corsi. Le acque poi si calmarono e Francesco, con Lettere Patenti d'investitura del 7 novembre 1652, fu elevato al rango di marchese dal duca Carlo Emanuele II di Savoia: la nomina ebbe come conseguenza il definitivo legame di Dolceacqua con il Piemonte.
Il quinto marchese Marcantonio Scipione trasformò, con radicali e accurati restauri, il castello in una sfarzosa dimora gentilizia senza immaginare che il destino dell'edificio era segnato. Nel 1742 fu infatti dichiarata la guerra di successione austriaca: l'esercito franco-spagnolo si acquartierò nei dintorni di Bordighera e, il 27 luglio 1744, la fortezza doriana, difesa dal conte piemontese Rivara e da ottanta militi, fu ridotta ad un imponente rudere, che, tuttavia, nel 1884, insieme al vicino ponte romanico affascinò Claude Monet, tanto da farne soggetti di alcuni quadri.
Il maniero, per volere dei Savoia, non fu restaurato e i marchesi si trasferirono nel palazzetto secentesco (detto anche "della Caminata") a fianco della chiesa parrocchiale di Sant'Antonio abate, nella cui cripta sono sepolti alcuni membri della famiglia, come Stefano, Costantino e Giulio.
Similmente ad altri piccoli Stati della penisola, il feudo era ormai prossimo all'estinzione. Nel 1792 le truppe rivoluzionarie francesi entrarono a Nizza e venne istituito nel 1793 per la prima volta il dipartimento delle Alpi Marittime. Il cantone di Perinaldo, nel distretto di Mentone (poi di Monaco), comprendeva i territori del marchesato. I Savoia rinunciarono poi all’area con l’armistizio di Cherasco.
L'area fu poi conferita al regno di Sardegna in virtù delle decisioni del Congresso di Vienna (1 novembre 1814-9 giugno 1815). Gli eredi dell'ultimo marchese sovrano conservarono il patrimonio immobiliare (compreso il castello) e i titoli, da Giuseppe Francesco a Teresa, ultima della stirpe.
Con l'editto del 27 ottobre 1815, susseguente all'incorporazione della Liguria nel regno sabaudo, la riorganizzazione amministrativa, sancita il 10 novembre 1818, prevedette, infine, l'aggregazione dell'ex marchesato nella provincia di Sanremo (divisione di Nizza).

## Gli ultimi marchesi
- Francesco 1652-1686
- Carlo Imperiale 1686-1696
- Alessio 1696-1700
- Carlo Imperiale 1700-1715
- Costantino Francesco Antonio 1715-1727
- Marc'Antonio Scipione 1727-1750
- Carlo Francesco 1750-1779
- Giovan Battista 1779-1794